# فرار مینی‌بوسی
فرار مینی‌بوسی (انگلیسی: A Jitney Elopement) فیلمی به کارگردانی چارلی چاپلین است که در سال ۱۹۱۵ منتشر شد. از بازیگران آن می‌توان به چارلی چاپلین، ادنا پرواینس، لئو وایت و لوید بیکن اشاره کرد.